# Де Шомон, Сегундо
Сегу́ндо де Шомо́н (фр. Segundo de Chomón, 18 октября 1871 — 2 мая 1929) — испанский и французский режиссёр, сценарист, актёр, оператор.

## Биография
Сегундо Виктор Аурелио Шомон и Руис родился в Теруэле (Испания) 18 октября 1871 года. Мать — Луиса Руис. Отец — Исаак Шомон. Отец утверждал, что он происходит от Анри де Шомона, третьего сына Гуго Великого, погибшего во время крестового похода в 1130 году (потомки Гуго Великого через 300 лет переселились в Испанию).
Молодой арагонец изучал механику, но затем вступил в армию и, став офицером, участвовал в войне на Кубе. В 1902 году, вернувшись в Барселону, Шомон открыл на улице Калье де Пониенте небольшую мастерскую по раскраске фильмов. Немного времени спустя агент «Пате» в Барселоне передал Шомону свою работу, и вскоре его мастерскую посетил Зекка. Шомон не ограничивался раскраской фильмов, он также делал для них титры на испанском языке.
Шомон сконструировал в Барселоне свою первую камеру из старого ящика из-под бутылок с малагой. С этим аппаратом Шомон проводил свои первые опыты, снимая между прочим свадьбы и другие семейные торжества по частным заказам. В 1905 году он поставил свой первый комический фильм «Мальчишки из парка», затем свой первый трюковой фильм «Электрическая гостиница». По мнению Фернандеса Карлоса Куэнка, Шомон в этом фильме пользовался покадровой съемкой в чистом виде, однако Садуль утверждает, что Шомон в этом фильме комбинировал покадровую съемку с другими приемами.
В мае 1906 года Шомон выпустил кинорепортаж о бракосочетании короля Альфонса XIII и один из первых астрономических фильмов — затмение солнца, снятое в обсерватории, принадлежащей иезуитам.
В феврале 1906 года Шарль Пате открыл в Барселоне филиал своей фирмы. Пате пригласил Сегундо де Шомона работать в венсеннской студии.
Шарль Пате нанял Шомона не только как оператора, но и как одного из лучших специалистов по раскраске фильмов. По свидетельству Джованни Пастроне, испанец первым придумал заменить кисточку для раскраски трафаретом. Во Франции Шомон помог созданию промышленных трафаретов, получивших название «патэколор» (см. также: Колоризация).
У «Пате» Шомон был прежде всего оператором, большим специалистом по трюковым съемкам. Первый фильм, поставленный Шомоном для «Пате» в 1907 году, — «Китайские тени».

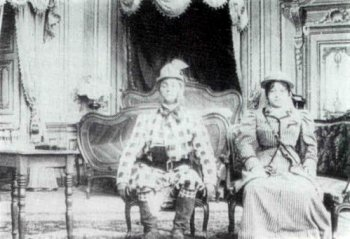
Кадр из фильма «Электрическая гостница».

Сегундо де Шомон участвовал у Пате в съемках примерно 150 фильмов. Его первой крупной работой была постановка второго варианта «Страстей» в 1907 году. Шомон участвовал в постановках последних крупных феерий «Пате», пока этот устаревший жанр не сошёл со сцены. Он работал над феериями вместе с Альбером Капеллани, Люсьеном Нонге и Гастоном Велем. Он разработал трюки для следующих снятых им самим картин: «Спящая красавица» (январь 1908 года), «Таинственный рыцарь» (1907) — комическая феерия в пышной постановке с участием Андре Дида, «Ослиная шкура», «Курица, несущая золотые яйца».
Шомон очень редко работал у «Пате» в качестве режиссёра. Он чаще полагался на других в выборе декораций, актёров, а также сценариев, в которых он разрабатывал только трюки. Весной 1910 года Шомон вернулся в Барселону, где Шарль Пате поручил ему вместе с Луи Ганье организовать производство испанских кинофильмов.
Шомон в компании с Жоаном Фустером Гари ( (исп.)) открыл в Барселоне небольшую студию на улице Калле де Лос-Кортес, 437, и с осени 1910 года начал съёмку фильмов.
На студии было снято довольно много исторических фильмов и драм («Правосудие короля дона Педро», «Дар смерти», «Дочь берегового сторожа», «Рок», «Прощанье артиста») и комедий («Образцовый привратник» и др.).
В феврале 1912 года Шаменго и Пастроне пригласили Шомона в фирму «Итала». Инициатором предложения был известный режиссёр Джованни Пастроне. В Италии Шомон участвовал в создании главных фильмов студии, работая практически во всех жанрах: мелодрама, цветное кино, комические фильмы. Он достиг вершины технических возможностей в качестве кинооператора, постановщика трюков и спецэффектов, а также техника по раскраске фильмов, используя каждый раз все более сложные методы.

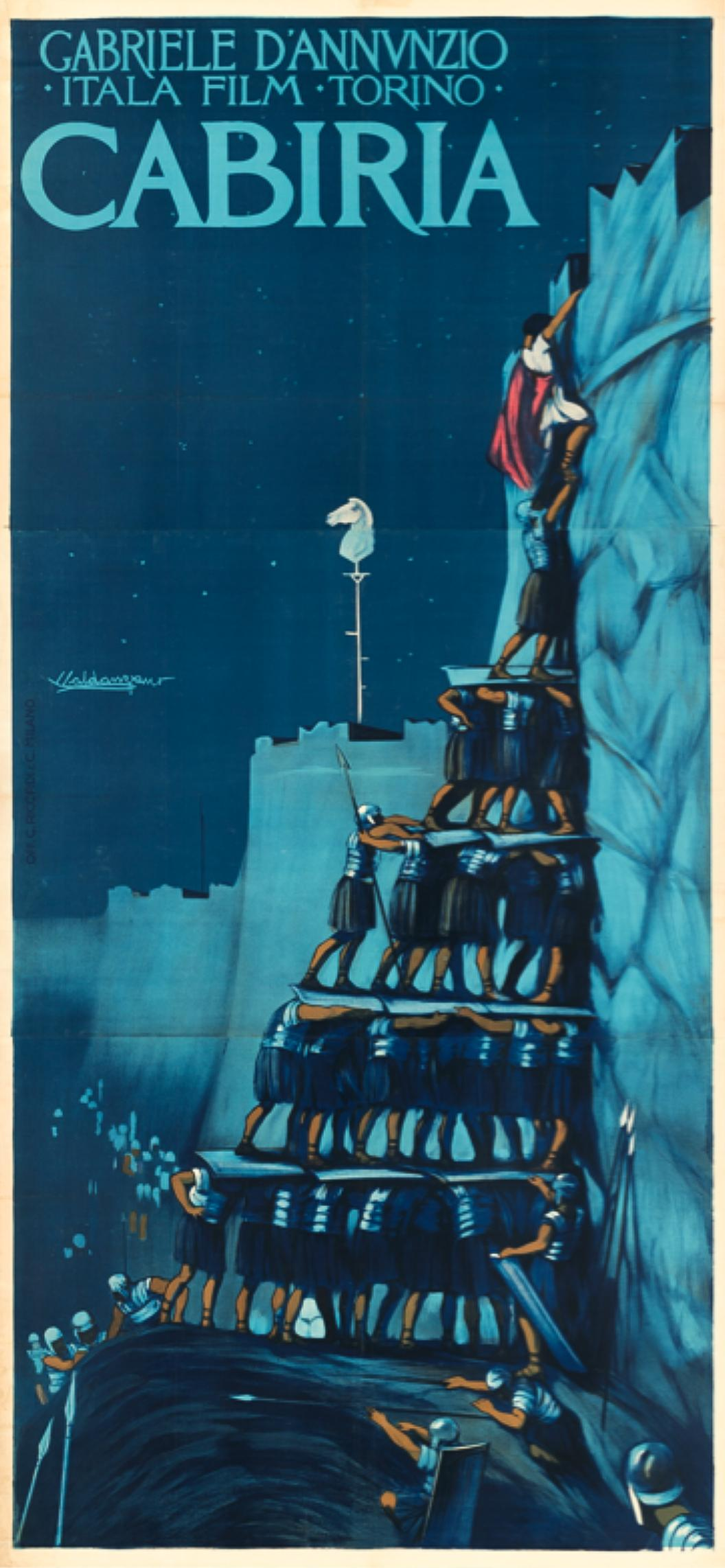
Афиша «Кабирии».

Первая картина, над которой работал Шомон для «Итала», называлась «Тигрис». Этот полицейский фильм был поставлен французом Денизо. Шомон стал впоследствии главным оператором «Кабирии», где всякие технические трюки по настоянию Пастроне уже внедрились в самый синтаксис повествования. Магические формулы стали словами кинорассказа, а фокусы вошли в синтаксис кинематографа. Шомон вносит новшества в использование света, начинает использовать искусственный свет для съемок на улице, добиваясь интересных эффектов при съемке против света или же играя с глубокими тенями.
В 20-е годы Шомон работал поочередно в Италии и Франции, принял участие в работе над известным фильмом «Наполеон» Абеля Ганса (1927) (в частности, над сценой осады Тулона). В том же году Шомон участвовал в работе над фильмом Бенито Перохо «Негр с белой душой», ставшим предшественником знаменитого «Кинг-Конга».
Сегундо де Шомон скончался в Париже 2 мая 1929 года. Он был одним из наиболее известных мастеров немого кино международного уровня, и практически единственный из пионеров кинематографа активно работал до появления звукового кино, постоянно адаптируясь к разнообразным техническим и концептуальным инновациям первых тридцати лет существования кинематографа.

## Творчество
Сегундо де Шомон часто пользовался покадровой съёмкой для создания:
- «живых» рисунков (в «Экскурсии на Луну» изображение вращающейся Земли и движущегося снаряда на грифельной доске);
- мультипликации как таковой;
- двигающихся силуэтов из бумаги («Китайские тени», или «Силуэты», Лондон, 1908):
- «оживающих» предметов («Переезд на новую квартиру», «Марс», «Волшебный стол», «Магнетическая кухня», «Живые игрушки», 1908);
- марионеточных фильмов («Прогулка тети Салли», Лондон, 1908);
- «оживающей скульптуры» («Разжижение твёрдых тел», Лондон, 1909, и «Современный скульптор»).

Шомон можно считать изобретателем трюков, он далеко не всегда до конца использовал и развил возможности открытых им техник (к примеру, в покадровой съемке).
В своих фильмах Сегундо часто использовал «чёрную магию», то есть комбинировал приемы перематывания, кэширования, использовал задники из чёрного бархата.

## Фильмография
- 1902 — Крушение поезда / Choque de trenes
- 1903 — Испанская пехота — солдатский вечерний чай и танцы / Infanterie espagnole — Soldats dansant pendant la pause
- 1903 — Испанская пехота — парад и битва / Infanterie espagnole — Défilé en bataille
- 1903 — Круговая панорама Барселоны и окрестностей / Panorama circulaire de Barcelone et ses environs
- 1903 — Коррида на арене в Барселоне / Course de taureaux aux arènes de Barcelone
- 1903 — Гулливер в стране великанов / Gulliver en el país de los gigantes
- 1904 — Барселона — сумеречный парк / Barcelone — Parc au crépuscule
- 1904 — Прием его величества Альфонса XIII в Барселоне / Réception de sa majesté Alphonse XIII à Barcelone
- 1905 — Король долларов / Le roi des dollars
- 1905 — Потрясающие творения / Créations renversantes
- 1905 — Али-Баба и 40 разбойников / Ali Baba et les quarante voleurs
- 1905 — Обзор Чили / Los sitios de Chile
- 1905 — Это да в угол / Se da de comer
- 1905 — Красивый парк / Los guapos del parque
- 1905 — Солнечное затмение / Eclipse de sol
- 1905 — Ах! Борода! / Ah! La barbe!
- 1906 — Последняя ведьма / La dernière sorcière
- 1906 — Музыкальные галлюцинации / Hallucination musicale
- 1906 — Одержимость золотом / L’obsession de l’or
- 1906 — Волшебная флейта / La flûte enchantée
- 1906 — Трубадур / Le troubadour
- 1906 — Непокорные Канне / La canne récalcitrante
- 1906 — Логово ведьм / L’antre de la sorcière
- 1906 — Магнетическая кухня / Cuisine magnétique
- 1906 — Электрический театр Боба / El teatro electrico de Bob
- 1906 — Человек с тридцатью шестью головами / L’homme aux trente-six têtes
- 1906 — Арабский колдун / Le sorcier arabe
- 1906 — Электрический ток / Le courant éléctrique
- 1906 — Сто приемов / Les cent trucs
- 1906 — Свадьба Альфонсо XIII / Boda de Alfonso XIII
- 1906 — Магия роз / Les roses magiques
- 1906 — Фантастический ныряльщик / Plongeur fantastique
- 1906 — Фея голубей / La fée aux pigeons
- 1906 — Заколдованный дом / La maison ensorcelée
- 1907 — Заклинатель / Le charmeur
- 1907 — Арендодатель / Le bailleur
- 1907 — Пламя зла / Les flammes diaboliques
- 1907 — Кухня с привидениями / Cuisine hantée
- 1907 — Юный Пьеро / Pauvres gosses
- 1907 — Фантастический зонтик / Le parapluie fantastique
- 1907 — Дьявольские фантазии / Fantaisies endiablées
- 1907 — Пасхальные яйца / Les oeufs de Pâques
- 1907 — Фея черных скал / La fée des roches noires
- 1907 — Хризантемы / Les chrysanthèmes
- 1907 — Быстрый скульптор / Le sculpteur express
- 1907 — Ожившие тени / Sombras animadas
- 1907 — Таинственная броня / Armures mystérieuses
- 1907 — Очки радости / Les verres enchantés
- 1907 — Ящик с сигарами / La boîte à cigares
- 1907 — Золотой жук / Scarabée D’or
- 1907 — Красный призрак / Le spectre rouge
- 1908 — Китайские тени / Les ombres chinoises
- 1908 — Современный скульптор / Sculpteur moderne
- 1908 — Таинственный рыцарь / Le chevalier mystère
- 1908 — Экскурсия на Луну / Excursion sur la Lune
- 1908 — Электрическая гостиница / El hotel eléctrico
- 1909 — Марс / Mars
- 1909 — Путешествие к Юпитеру / Le voyage sur Jupiter
- 1909 — Разжижение твёрдых тел / La liquéfaction des corps
- 1910 — Правосудие короля дона Педро / Justicias del rey Don Pedro
- 1910 — Путешествие к центру земли / Viaje al fondo de la Tierra
- 1911 — Дар смерти / El puente de la muerte
- 1911 — Прощанье артиста / Adiós de un artista
- 1912 — Барселона, важный дом в Каталонии / Barcelone, principale ville de la Catalogne
- 1913 — Экскурсия на Монтсеррат / Excursion à Montserrat
- 1914 — Кабирия / Cabiria (как оператор)
- 1917 — Войны и мечта о Моми / La guerra ed il sogno di Momi